# Freaks of nature
Freaks of nature is het twaalfde studioalbum van Kansas.
Met dit album pruttelde Kansas de jaren negentig door. Voorafgaand aan het album verschenen een verzamelalbum, een livealbum en een verzamelbox. De opnamen voor Freaks of nature vonden plaats in de Caribbean Sound Bassin op Trinidad. Het zou het enige studioalbum van Kansas worden dat geen notering verkreeg in de Amerikaanse albumlijst Billboard 200. Ook de van het album afgetrokken singles Desperate times en Hope once again hadden wat dat betreft geen succes. Het enige opvallende aan het album is dat dit het eerste studioalbum sinds Vinyl confessions (1982) is waar de viool weer op te horen is. 
Nederland en België hadden Kansas zich al lang achter zich gelaten. Het aparte lemma dat de band ooit had in OOR's Pop-encyclopedie was al in 1992 vervallen.
Kansas droeg haar album op aan Freaks of nature (mensen met afwijkingen, al dan niet als volksvermaak te zien op kermissen; de hoes laat een man zien met een dierlijk hoofd).

## Musici
- Steve Walsh – zanger en stem, toetsinstrumenten
- David Ragsdale – viool, gitaar, achtergrondzang
- Rich Williams – gitaren
- Greg Robert – toetsen
- Billy Greer – basgitaar, akoestische gitaar, achtergrondzang
- Phil Ehart – drumstel

Met plaatselijk zangeres/actrice Renée Castle in Hope once again.

## Muziek
| Nr. | Titel                                     | Duur |
| --- | ----------------------------------------- | ---- |
| 1.  | I can fly (Ragsdale, Walsh)               | 5:21 |
| 2.  | Desperate times (Walsh)                   | 5:25 |
| 3.  | Hope once again (Walsh)                   | 4:34 |
| 4.  | Black fathom 4 (Walsh, Ragsdale)          | 5:54 |
| 5.  | Under the knife (Walsh Ragsdale)          | 4:54 |
| 6.  | Need (Walsh)                              | 3:59 |
| 7.  | Freaks of nature (Ragsdale, Walsh, Ehart) | 4:05 |
| 8.  | Cold grey morning (Kerry Livgren)         | 4:14 |
| 9.  | Peaceful and warm (Walsh)                 | 6:44 |